# HD 163336
HD 163336，又名BD-15 4722，SAO 160915、HR 6681，是一颗恒星，视星等为5.89，位于銀經12.56，銀緯4.57，其B1900.0坐标为赤經17h 50m 33.8s，赤緯-15° 4.57′ 41″。